# Seznam dekanij Krške škofije
Krška škofija (nemško Diözese Gurk) je razdeljena na naslednjih 23 dekanij, in 336 župnij.

## O metodiki seznama
Načeloma so župnijske cerkve v pričujočem seznamu zapisane v standardni, kulturnozgodovinsko pogojeni slovenščini (četudi se danes seveda v dotičnih krajih ne nujno govori slovensko oz navedene župnije niso nujno po cerkvenem pravu dvojezične).
Kadar so dotična krajevna imena v vsakodnevni rabi v olikani, pismeni slovenščini izobraženih na Koroškem (pa četudi se nahajajo na severnem/nemškem Koroškem) (npr. Trg/Feldkichen, Marija v Logu v Lesni dolini/Maria Luggau) so župnije zapisane v slovenščini, dodana je pa tudi uradno ime v nemščini. 
Kadar gre za uradno, po cerkvenem pravu dvojezične dekanije, so poglavja posameznih dekanij zapisana tudi v uradni dvojezični varianti (poleg ustaljenega slovenskega krajevnega imena). Kadar so dotične dekanije samo nemške, je tudi to označeno, četudi so lahko imena teh dekanij zapisana v slovenščini, kadar gre za splošno rabo v slovenščini. Manj znane imenske variante so prav tako dodane.
Za lažjo berljivost so v dvojezičnih dekanijah župnijske cerkve zapisane v jezikovnih sklopih (samo nemške (nem.) ali dvojezične (nemško/slovensko, nem./slo.). Dekanije so urejene po slovenskem alfabetu.

## Seznam župnij po dekanijah

### DekanijaBeljak-dežela (nem./slo.)
(uradno dvojezično/nemško Dekanat Villach-Land/Beljak-dežela) 
- Afritz (slovensko: Cobrc), Podklošter (nemško Arnoldstein), Arije (nemško Arriach), Plajberk pri Beljaku (nemško Bad Bleiberg), Heiligengeist bei Villach (slovensko: Sveti duh),, Innerteuchen, Kreuth bei Bad Bleiberg, Marija na Zilji (nemško Maria Gail), Sattendorf, Vrata-Megvarje (nemško Thörl-Maglern), Trebinja (nemško Treffen) (vse nem.)
- Brnca (nemško Fürnitz), Loče (nemško Latschach),  Šentlenart pri sedmih studencih (nemško St. Leonhard bei Siebenbrünn), St. Stefan-Finkenstein/Šteben/Bekštanj (nemško Finkenstein) (nem./slo.)

### DekanijaBeljak-mesto (nem.)
(uradno/nemško Dekanat Villach-Stadt)
- Vajškra (nemško Maria Landskron), Villach-Heiligenkreuz (slovensko: Beljak-Sveti Križ),  Villach-Hl. Dreifaltigkeit (slovensko: Beljak-Sveta Trojica), Villach-St. Jakob (slovensko: Beljak-Šentjakob), Villach-St. Josef (slovensko: Beljak-Šentjožef),  Villach-St. Leonhard (slovensko: Beljak-Šentlenart), Villach-St. Martin (slovensko: Beljak-Šmartin),  Villach-St. Nikolai (slovensko: Beljak-Šmiklavž) (vse nem.)

### Dekanija Borovlje(nem./slo.)
(uradno dvojezično/nemško Dekanat Ferlach/Borovlje)
- Borovlje, Šmarjeta v Rožu (nem.)
- Glinje, Golšovo, Kapla ob Dravi, Kotmara vas, Brodi, Bilčovs, Žihpolje, Šentjanž v Rožu, Sveče,  Podljubelj, Bajtiše, Slovenji Plajberk, Sele fara (nem./slo.)

### DekanijaBreže(nem.)
(uradno/nemško Dekanat Friesach)
- Dobritsch, Feistritz ob Grades, Breže (Koroška) (nemško Friesach), Gaisberg, Grades (slovensko: Gradež), Grafendorf bei Friesach, Hohenfeld, Ingolsthal, Kärntnerisch-Laßnitz, Metnitz (slovensko: Motnica), Micheldorf, Oberhof, St. Salvator (Breže), St. Stefan bei Dürnstein, Zeltschach, Zienitzen

### DekanijaCelovec-dežela (nem./slo.)
(uradno dvojezično/nemško Dekanat Klagenfurt-Land/Celovec-dežela)
- Hörzendorf, Krnski Grad (nemško Karnburg), Kriva Vrba (nemško Krumpendorf), Možberk (nemško Moosburg),  Poreče (Gospa Sveta) (nemško Pörtschach am Ullrichsberg), Poreče ob Vrbskem jezeru (nemško Pörtschach am Wörthersee), Projern, Šmartin (Dole) (nemško St. Martin am Ponfeld), Šmartin na Teholici (nemško St. Martin am Techelsberg),  Šmihel na Gosposvetskem polju (nemško St. Michael am Zollfeld), Tigrče (nemško Tigring) (vse nem.)
- Gospa Sveta, Otok, Koroška (nemško Kirchenanlage Maria Wörth), (ob velikih praznikih slovenski obredi za romarje)
- Hodiše, Škofiče (nem./slo.)

### DekanijaCelovec-mesto (nem./slo.)
(uradno/nemško Dekanat Klagenfurt-Stadt)
- Žrelec (nemško Ebenthal ”Mariahilf”), Trnja vas (nemško Klagenfurt-Annabichl), Celovška stolnica (nemško Klagenfurt-Dom),  Don-Bosco-cerkev (nemško Klagenfurt-Don Bosco), Celovec-Šentilj (nemško Klagenfurt-St. Egid), Celovec-sv. Ema (nemško Klagenfurt-St. Hemma), Šentjakob pri Celovcu (nemško Klagenfurt-St. Jakob a.d.Straße), Celovec-Šentjožef-Siebenhügel (nemško Klagenfurt-St. Josef-Siebenhügel), Celovec-Šentlovrenc (nemško Klagenfurt-St. Lorenzen), Celovec-Šmartin (nemško Klagenfurt-St. Martin), Celovec-sv. Modest (nemško Klagenfurt-St. Modestus), Celovec-Šentpeter (nemško Klagenfurt-St. Peter), Celovec-Šentrupert (nemško Klagenfurt-St. Ruprecht), Celovec-sv. Tereza (nemško Klagenfurt-St. Theresia), Celovec-Belcenek (nemško Klagenfurt-Welzenegg), Šentjur pri Celovcu (nemško St. Georgen am Sandhof), Vetrinj-Zakamen (nemško Viktring-Stein), Golovica (nemško Wölfnitz) (vse nem.)
- slovenska Župnija Sv. Cirila in Metoda (Celovec) (slo.)

### Dekanija Dobrla vas(nem./slo.)
(uradno dvojezično/nemško Dekanat Eberndorf/Dobrla vas)
- Apače, Dobrla vas, Obirsko, Železna kapla, Galicija, Globasnica, Mohliče, Rebrca, Žitara vas,  Škocjan,  Št. Lipš v Podjuni (Tihoja),  Šteben v Podjuni, Šentvid v Podjuni, Kamen v Podjuni

### Dekanija Gmünd-Millstatt (nem.)
(slovensko: Sovodenj-Milje)
- Allersberg, Bad Kleinkirchheim, Döbriach, Gmünd (slovensko: Sovodenj), Kaning, Kremsalpe, Kremsbrücke, Leoben in Kärnten, Lieseregg, Malta, Millstat (slovensko: Milje, Koroška, tudi Milštat), (nemško Stift Millstatt), Nöring, Obermillstatt, Radenthein, Seeboden, St. Oswald ob Bad Kleinkirchheim, St. Peter im Katschtal, St. Peter ob Radenthein, Treffling (vse nem.)

### Dekanija Greifenburg (nem.)
- Berg, Dellach im Drautal, Greifenburg,  Irschen (slovensko: Eržen), Lind im Drautal, Zgornji Dravograd (nemško Oberdrauburg), Ötting, Sachsenburg, Steinfeld-Radlach, Župnijska cerkev Waisach, Zwickenberg

### DekanijaGrobniško polje(nem.)
(uradno/nemško Dekanat Krappfeld)
- Althofen, Svinec (nemško Eberstein), Guttaring, Hohenfeistritz (slovensko: Visoka Bistrica), Hüttenberg, Kappel am Krappfeld, Kirchberg, Klein St. Paul (slovensko: Mali Šentpavel), Lölling, Maria Weitschach, Silberegg, St. Johann am Pressen, St. Martin am Krappfeld (slovensko: Šmartin na Grobniškem polju), St. Martin am Silberberg, St. Oswald ob Hornburg, St. Stefan am Krappfeld (slovensko: Štefan na Grobniškem polju), St. Walburgen (slovensko: Šentvalpurga), Wieting

### Dekanija Koče (nem.)
(uradno/nemško Dekanat Kötschach)
- Grafendorf im Gailtal, Kirchbach (slovensko: Cirknica), Kornat, Kötschach (slovensko: Koče), Liesing (slovensko: Lesje),  Marija v Logu (nemško Wallfahrtskirche Maria Schnee (Maria Luggau), Mauthen (slovensko: Muta), Reisach (slovensko: Rajže), St. Daniel im Gailtal (slovensko: Šentanel v Ziljski dolini/Fara/Pri Fari tudi Šentdaniel, Fara, Pri Fari), St. Jakob im Lesachtal (slovensko: Šentjakob v Lesni dolini), St. Lorenzen im Lesachtal (slovensko: Šentlovrenc v Lesni dolini), Waidegg (nemško Bajdek), Würmlach (slovensko: Burmle)

### DekanijaKrka(nem.)
(uradno/nemško Dekanat Gurk)
- Altenmarkt, Nemški Grebinj (nemško Deutsch-Griffen), Glödnitz, Gunzenberg, Krka (nemško Gurk), Kraßnitz, Lieding, Pisweg, St. Georgen unter Straßburg, St. Jakob ob Gurk, Straßburg, Weitensfeld, Zammelsberg, Zweinitz

### DekanijaPliberk(nem./slo.)
(uradno dvojezično/nemško Dekanat Bleiburg/Pliberk)
- Pliberk, Kazaze, Suha, Vogrče, Žvabek, Šmihel nad Pliberkom

### DekanijaRožek(nem./slo.)
(uradno dvojezično/nemško Dekanat Rosegg/Rožek)
- Loga vas, Domačale, Skočidol, Kostanje, Dvor, Lipa ob Vrbi, Podgorje, Pečnica, Rožek, Šentilj ob Dravi, Šentjakob v Rožu,  Šmiklavž ob Dravi, Strmec (nem./slo.)
- Vrba, Koroška (nemško Velden am Wörther See) (nem.)

### DekanijaŠentandraž(nem.)
(uradno/nemško Dekanat St. Andrä)
- Ettendorf, Lamm, Labot (nemško Lavamünd), Maria Rojach, Pölling, Pustrica (nemško Pustritz),  Šentandraž v Labotski dolini (nemško St. Andrä im Lavanttal), Šentjur v Labotski dolini (nemško St. Georgen im Lavanttal), St. Lorenzen am Lorenzenberg,  Šmartin v Granitztalu (tudi Granica) (nemško St. Martin im Granitztal),  Šentpavel v Labotski dolini (nemško St. Paul im Lavanttal),  St. Ulrich an der Goding, Golovica (Grebinj) (nemško Wölfnitz an der Saualpe)

### DekanijaŠentvid ob Glini(nem.)
(uradno/nemško St. Veit an der Glan)
- Mostič (nemško Brückl), Glantschach, Gradenegg, Hl. Dreifaltigkeit/Gray, Kraig, Launsdorf in St. Sebastian, Liemberg, Maria Pulst, Meiselding, Obermühlbach, Sörg, Šentdonat (nemško St. Donat),  Šentjurij ob Dolgem jezeru (nemško St. Georgen am Längsee), St. Peter bei Taggenbrunn (slovensko: Pograč), Šenturh na Šentjanški gori (nemško St. Ulrich am Johannserberg), Šentvid ob Glini (nemško Sankt Veit an der Glan), Steinbichl, Pri dveh cerkvah (nemško Zweikirchen)

### DekanijaŠmohor(nem./slo.)
(uradno dvojezično/nemško Dekanat Hermagor/Šmohor)
- Brdo pri Šmohoru, ziljska Bistrica, Gorje, Melviče (vse nem./slo.)
- Borlje (nemško Förolach) , Šmohor (nemško Hermagor)  (nem.), Mitschig (slovensko: Mičiče) (nem.), Rattendorf (nemško Radnja vas)  (nem.), Čače (nemško Saak) (nem.), Šentjur na Zilji (nemško St. Georgen im Gailtal) (nem.), Šentlovrenc v Višprijski dolini (nemško St. Lorenzen im Gitschtal) (nem.), Šentpavel na Zilji ]] (nemško St. Paul an der Gail) (nem.), Štefan na Zilji (nemško St. Stefan an der Gail) (nem.), Tröpolach (slovensko: Dropole) (nem.), Blače (nemško Vorderberg) (nem.), Weißbriach (slovensko: Višprije)

### DekanijaŠpital ob Dravi(nem.)
(uradno/nemško Spittal an der Drau)
- Amlach, Baldramsdorf, Feistritz an der Drau (slovensko: Bistrica ob Dravi), Fresach, Kamering, Kellberberg, Kreuzen, Möllbrücke, Molec (nemško Molzbichl), Špartjan (nemško Paternion), Požarnica (nemško Pusarnitz), Rubland, Špital ob Dravi (nemško Spittal an der Drau), St. Paul ob Ferndorf, Šentpeter v lesu (nemško St. Peter in Holz), Stockenboi, Weißenstein

### Dekanija Tinje(nem./slo.)
(uradno dvojezično/nemško Dekanat Tainach/Tinje)
- Grabštanj, Podkrnos,  Otmanje, Šentlipš pri Rajneku, Slovenji Šmihel,  Šentpeter pri Grabštanju,  Šenttomaž pri Celovcu, Timenica (nem.)
- Medgorje[1] (nemško Mieger),Pokrče, Radiše, Podgrad, Tinje (nem./slo.)

### DekanijaTrg na Koroškem(nem.)
(uradno/nemško Dekanat Feldkirchen)
- Außerteuchen, Trg na Koroškem (nemško Feldkirchen), Friedlach, Glanhofen, Gnesau, Himmelberg, Klein St. Veit, Osoje (nemško Ossiach), Radweg, Sirnitz, St. Gangolf, St. Josef am Ossiacher See, St. Lorenzen in der Reichenau, St. Margarethen in der Reichenau, St. Martin in der Ebene Reichenau, St. Nikolai bei Feldkirchen, St. Ulrich bei Feldkirchen, St. Urban bei Feldkirchen, Steuerberg, Tiffen, Wachsenberg, Zedlitzdorf

### DekanijaVelikovec(nem./slo.)
(uradno dvojezično/nemško Dekanat Völkermarkt/Velikovec)
- Djekše, Grebinj,  Šentjur na Vinogradih,  Šmarjeta pri Velikovcu, Šentštefan, pri Velikovcu, Grebinski klošter, Velikovec (nem.)
- Gorenče, Kneža, Krčanje, Vovbre Ruda, Šenpeter na Vašinjah, Šentrupert pri Velikovcu (nem./slo.)

### DekanijaVolšperk(nem.)
(uradno/nemško Dekanat Wolfsberg)
- Forst (slovensko: Boršt),  Kamp, Prebl, Preitenegg, Reichenfels, St. Gertraud im Lavanttal, St. Leonhard im Lavanttal (slovensko: Šentlenart v Labotski dollini),  St. Marein, St. Margarethen bei Wolfsberg (slovensko: Šmarjeta v Labotski dolini),  St. Michael bei Wolfsberg (slovensko: Šmihel pri Volšperku), St. Peter bei Reichenfels, St. Stefan im Lavanttal (slovensko: Šentštefan v Labotski dolini), Schiefling im Lavanttal, Theißenegg, Volšperk (nemško Wolfsberg)

### DekanijaZgornja Bela(nem.)
(uradno/nemško Dekanat Obervellach)
- Flattach, Sveta Kri (nemško Heiligenblut), Kolbnitz, Mallnitz, Mörtsch, Mühldorf, Obervellach, Penk, Rangersdorf, Sagritz, Stall, Teuchl, Winklern